# Castelnuovo di Conza
Castelnuovo di Conza è un comune italiano di 555 abitanti della provincia di Salerno in Campania.

## Geografia fisica

### Territorio
Il paese sorge alle propaggini nord-occidentali dell'Appennino lucano, a 650 metri nell'alta valle del fiume Sele. Il territorio comunale occupa un'area di “Montagna interna” su una superficie di 13,98 km², la cui altitudine è compresa tra 291 m s.l.m. (loc. Temete) e 1.055 m s.l.m. (loc. Monte Petrella), dalla morfologia tipicamente collinare, e ricade nel bacino idrografico del fiume Sele, solcato da valloni e torrenti quali il Temete, il Canalone, il Cupone, il Difesa e l'Aulecina.
Per la sua posizione, il territorio è stato al centro di un importante nodo viario, il valico appenninico della sella di Conza (700 m s.l.m.) che, attraverso le valli del Sele, dell'Ofanto e del Calore, permetteva il passaggio dal versante adriatico al Tirreno nella direzione est-ovest, congiungendo la Campania e l'Irpinia con la Lucania sulla direttrice nord-sud, favorito anche dalla rete tratturale che integrava il complesso delle vie di comunicazione con le regioni dell'Italia centrale e meridionale.
Nell'ambito del territorio le rocce vanno inquadrate secondo la seguente tipologia:
- detriti calcarei, che interessano il lato nord-est dell'ambito dell'abitato, lungo il versante destro del fosso che fiancheggia il paese;
- argille varicolori, che costituiscono l'elemento litologico tra i più diffusi ed occupano l'area posta a nord del cimitero ed a nord-ovest dell'abitato;
- Flysch arenaceo-calcareo, rappresentato da alternanze irregolari di strati calcarei ed arenacei con interstrati argillosi di esiguo spessore, che costituiscono il rilievo di quota 661 posto a nord-ovest dell'abitato e la zona di fondovalle posta a sud-ovest;
- rocce carbonatiche, analoghe a quelle che affiorano a Laviano, che costituiscono le parti sommitali del rilievo sia di Castelnuovo sia di quelle circostanti il cimitero.

### Sismicità
Situato nel distretto sismico dell'Irpinia, Castelnuovo di Conza fu il centro abitato più vicino all'epicentro del violento terremoto del 23 novembre 1980. Tra gli eventi sismici registrati dal 1400 al 2000, i più gravi furono il sisma del 1466 (il cui epicentro era localizzato qualche chilometro più a sud) e il devastante terremoto del 1694.
Il territorio del Comune è situato nella Zona 1 – “con pericolosità sismica alta”, che, secondo la Classificazione sismica “è la zona più pericolosa dove possono verificarsi fortissimi terremoti”.

### Clima
La stazione meteorologica più vicina è la Stazione meteorologica di Andretta (AV). In base alla media trentennale di riferimento 1961-1990, la temperatura media del mese più freddo, gennaio, si attesta a 3,2 °C; quella del mese più caldo, agosto, è di 21,9 °C. Altri dati storici provengono dalla stazione di Buccino (SA): per i periodi di osservazione che vanno dal 2008 al 2012, si registra una temperatura media annua intorno ai 15 °C. La piovosità media annua è pari a 939 mm e quasi assenti sono le precipitazioni ad agosto.
Il Comune ricade nella Zona E, Classificazione climatica, 2127 GG dei comuni italiani introdotta dal Decreto del Presidente della Repubblica n. 412 del 26 agosto 1993, che regolamenta l'esercizio e la manutenzione degli impianti termici. In questa Zona l’accensione degli impianti di riscaldamento è consentita per dodici ore giornaliere dal 1º novembre al 15 aprile.
I venti prevalenti spirano da ovest. La conformazione naturale del territorio e la sua posizione, che offrono una spiccata esposizione alle correnti aeree, hanno consentito l'installazione di aerogeneratori di taglia media e grande.per la produzione di energia elettrica.

## Origini del nome
Il nome deriva probabilmente dal latino castrum novum o castellum novum, ossia "castello nuovo" e la sua origine è probabilmente legata a Castelnuovo Cilento, per distinguerlo dal quale, gli fu assegnata la specifica di "Conza".

## Storia

### Generalità
Castelnuovo sorge nell'alta valle del Sele e comprende il valico appenninico della Sella di Conza, sin dall'antichità importante nodo viario. Il territorio è stato abitato nel periodo che va dal paleolitico superiore al neolitico fino all’età del bronzo; la massima espansione si è avuta tra il V e il III sec. a.C.. I ritrovamenti hanno rilevato in varie località la presenza di fattorie sannitiche.
Attraverso i secoli, bizantini, normanni, Angiò, Aragona e Borboni si avvicendano fino alla fine del Settecento. Nel 1805, Napoleone Bonaparte dichiara decaduta la dinastia borbonica, Giuseppe Bonaparte, nominato re di Napoli, promulga le leggi eversive della feudalità - che viene così abolita - e i terreni del feudo vengono assegnati al demanio comunale, con l’intento di favorire la creazione della piccola proprietà contadina.
Dopo la formazione dello Stato unitario nazionale, nel Meridione d’Italia si è avviato un forte processo migratorio. Dalla Valle del Sele, caratterizzata da un’agricoltura arcaica e dal persistente latifondismo baronale, si emigra in America: è la cosiddetta “grande emigrazione”, tra la fine del XIX secolo e il primo ventennio del XX. Nel secondo dopoguerra l’emigrazione si orienta verso i paesi latinoamericani e l’Europa (e l’Italia) settentrionale. Durante tutto il secolo XX, i commercianti castelnuovesi spaziano dall’Asia all’Africa, all’America Latina, contribuendo anche alla crescita economica dei paesi nei quali gradualmente si vanno stabilendo. Intanto il pianeta è stato sconvolto da due guerre mondiali e nel secondo periodo post-bellico, per Castelnuovo la fase espansiva iniziata a fine Ottocento si va esaurendo.
L’avvenimento che segna nuovamente la storia di Castelnuovo è il terremoto del 23 novembre 1980: la terra trema per novanta secondi e muoiono 86 persone e l’80% del patrimonio edilizio è polverizzato. La parte più antica, edificata sullo sperone, alla cui sommità è il Castello, è distrutta. Oggi, il centro storico è stato riedificato in parte e la popolazione vive quasi esclusivamente dei proventi dell'agricoltura e dell’allevamento, le risorse monetarie provengono anche dai pensionati e dalle rimesse degli emigrati.

### Dalle origini alle soglie del XXI secolo
Il territorio di Castelnuovo di Conza era già abitato tra il V e il III secolo a.C., come dimostrano i ritrovamenti archeologici di alcuni siti sannitici sottoposti a saggi di scavo da parte del professor Werner Johannowsky della Soprintendenza di Salerno e non ancora portati completamente alla luce.
Fu proprietà di don Francesco Gesualdo, che poi vendette a Stefano Di Conza, e poi a Fabio Bavosa della terra di Pescopagano, suo vassallo. La presenza di un castello è una probabile ricostruzione di una precedente struttura longobarda posta a guardia della valle e del confine con i territori bizantini. Nella Cronista Conzana (1689-1691) si parla ancora della sua "forte torre".
Con le leggi eversive della feudalità, i terreni del feudo vengono assegnati al demanio comunale, la cui amministrazione deve gestire la ripartizione in quote e la loro assegnazione ai contadini. Il proposito è creare una piccola proprietà contadina. Gioacchino Murat, succeduto a Giuseppe Bonaparte nel 1808, dà applicazione alla legge. Risolte le questioni e le liti pendenti ed aboliti tutti i diritti giurisdizionali, proibitivi e personali, viene approntata un’accurata cartografia per poter procedere alle quotizzazioni delle terre demaniali. La Pianta generale dell’intero agro di Castelnuovo del 1812 comprende tutte le terre con l’indicazione dei proprietari, delle terre feudali e demaniali.
Dal 1811 al 1860 ha fatto parte del circondario di Laviano, appartenente al distretto di Campagna del regno delle Due Sicilie. Dal 1860 al 1927, durante il Regno d'Italia, ha fatto parte del mandamento di Laviano, appartenente al circondario di Campagna.
Nel 1915 inizia la prima guerra mondiale e, dei 44 chiamati alle armi, 22 non fanno ritorno a Castelnuovo. Nel 1940 scoppia la seconda guerra mondiale (dieci sono le vittime, tra morti e dispersi), il paese è oggetto di bombardamenti anglo-americani intesi a colpire le forze tedesche in fuga sulla via Appia (il 20 settembre 1943 muoiono in sette) e subisce saccheggi dalle truppe tedesche e algerine-francesi.

### Il terremoto
Il sisma del 23 novembre 1980 si verifica alle ore 19:35 del 23 novembre 1980, dura 90 secondi e colpisce una vasta area dell’Appennino meridionale, con effetti devastanti soprattutto in Irpinia e nelle zone adiacenti. Si scatena a 30 km di profondità, tra la Sella di Conza, Castelnuovo e Laviano, cavalcando una faglia lunga circa 60 km e larga 15, la stessa che in passato aveva generato terremoti simili.
Nel comune di Castelnuovo, le unità edilizie distrutte o parzialmente crollate furono 589 (circa l’80% del patrimonio edilizio), i morti 86 e circa 200 i feriti; le persone rimaste senza tetto furono 800 su un totale di 1.014 abitanti. Il terremoto distrusse la parte più antica, quella edificata sullo sperone, con alla sommità il Castello (Lu Castieddh’). Crollarono totalmente anche le chiese di Santa Maria della Petrara e di San Nicola.
Oggi Castelnuovo di Conza presenta un'urbanistica molto variegata. Il centro storico è stato riedificato quasi nella sua interezza, ripristinando molti degli antichi vicoli digradanti in cui si snodava la vita di un tempo. I quartieri ricostruiti dopo il sisma del 1980 presentano un tessuto edilizio formato da abitazioni disposte in serie parallele, allineato secondo la direzione di penetrazione all'interno. A nord-est sopravvive un caratteristico quartiere di edifici prefabbricati in legno, impiantati per offrire accoglienza provvisoria agli sfollati, in attesa che il processo di ricostruzione giungesse a termine, ma mai più dismessi.

### Simboli
Stemma
Lo stemma è composto da uno scudo di colore azzurro con al centro una torre con ai lati due leoni. Il tutto è sormontato da una corona muraria e circondato da un ramo di ulivo e da un ramo di quercia.
Il gonfalone è un drappo di azzurro.

## Monumenti e luoghi d'interesse

### Siti archeologici
- Località Cupone (IV-V secolo a.C.), sito non custodito ad accesso gratuito[17];
- Località Torretta (IV-V secolo a.C.), sito non custodito ad accesso gratuito[17];
- Località S. Ilarione (IV-V secolo a.C.), sito non custodito ad accesso gratuito[17].

### Altro
Nella montagna fra l’Alto Sele e il Platano nel 1815 erano censiti una trentina di mulini per la macinazione del frumento, collocati prevalentemente nel comune di Castelnuovo. Quasi tutti erano a ruota orizzontale, tipologia particolarmente diffusa lungo torrenti e rii minori in quanto in grado di funzionare anche in caso di portate d’acqua non abbondanti. Di solito, i signori feudali avevano il monopolio dei mulini, divenuti di uso comune nel Medioevo, e ne traevano un cospicuo reddito. In località Pennino, lungo il vallone Pisciolo (Lu Pisc’l’), si conservano i resti di tre mulini costruiti nel XIX secolo che, collegati tra di loro, davano vita ad un sistema detto ad accovata o “a ripresa”.
Sul Chianieddh’ si erge la scultura dell’artista umbro Pietro Lista, amico di vecchia data di Castelnuovo, costituita da una porta in acciaio Corten su cui sono incisi i nomi delle vittime del terremoto.

### Aree naturali
Nel territorio del comune sono di notevole interesse i boschi e i territori rimboschiti in località Temete, Cesina e Fontaniello.
Non lontano dal paese, in località Aia delle Chianghe si trova il Bosco didattico, un progetto di ingegneria naturalistica che ha riqualificato una cava abbandonata prima degli anni ’50. Questa iniziativa vuole sostenere attività didattiche per sensibilizzare le scolaresche sulle tematiche ambientali e incentivare il turismo ecologico.

## Società

### Evoluzione demografica
Il fenomeno migratorio di massa prende le mosse dopo la formazione dello Stato unitario nazionale, sollecitato dall’urgenza di sfuggire a condizioni di miseria crescente. In Italia, i due terzi dell’emigrazione svoltasi nel cinquantennio 1876  - 1925 si concentrano nel periodo 1901 - 1914. L’emigrazione campana nel corso degli anni Cinquanta ha cambiato sostanzialmente la sua direzionalità, in quanto si sono ridotti progressivamente i flussi verso le Americhe a favore di quelli diretti verso l’Europa settentrionale.
Dalla Valle del Sele, caratterizzata da un’agricoltura marginale, arcaica e dal persistente latifondismo baronale, si emigra verso paesi che richiedono abbondante manodopera, anche se non qualificata: gli Stati Uniti, il Canada e l’America Latina, dove ci sono immense estensioni di fertile terra vergine, l’Australia o le molte regioni europee (la Svizzera, la Germania, il Belgio, e negli anni ’50 e ‘60, il Nord Italia), in pieno sviluppo economico. Si emigra anche con l’intento di tornare, per sostenere la famiglia, magari con la speranza di acquistare un pezzo di terra, di ristrutturare o costruire casa, ma spesso ci si stabilisce nel nuovo paese d’elezione. Le rimesse contribuiscono anche allo sviluppo del paese di provenienza.
Nel 1815, Castelnuovo conta 1.264 abitanti. Nel 1861, pur avendo subito le epidemie di colera (nel 1837) e di peste (nel 1848), ne conta 1.495, per poi raggiungere il suo massimo storico nel 1901, con 1.905 unità. A determinare la progressiva decrescita della popolazione nel giro di un secolo, che nel 2011 arriva a contare 641 unità, non sono l’epidemia di spagnola del 1918 e le due guerre mondiali, che pure hanno un impatto non trascurabile. Le cause della drammatica emorragia sono da addebitare alla cosiddetta “grande emigrazione”, a cavallo tra la fine del XIX secolo e il primo ventennio del XX, e a quella del secondo dopoguerra, stimolata soprattutto dalla domanda di manodopera dei paesi latinoamericani (in particolare Argentina, Brasile, Uruguay e Venezuela) e dei paesi del Nord Europa.
Secondo i dati dell’Anagrafe degli italiani residenti all’estero (Aire) relativi a Castelnuovo, riportati nei rapporti “Migrantes”, i residenti all’estero nel 2020 sono 2.880 contro un effettivo di 602 residenti nel paese: grosso modo un castelnuovese su sei; nel 2013 era uno su cinque. Nel 2017 gli abitanti sono 605, meno dei castelnuovesi in Ecuador (675) e in Colombia (621). Ma sono tanti anche i residenti in Belgio (371), in Svizzera (363) e nel Salvador (181). Il processo non subisce, dunque, rallentamenti e si caratterizza per il particolare rapporto tra residenti in Italia e all’estero. Rapporto che va visto alla luce del fatto che un certo numero di castelnuovesi (anche figli di emigrati, che magari al paese non sono mai stati) risiede stabilmente all’estero e trova conveniente disporre della cittadinanza italiana, e quindi europea, che permette di accedere alle strutture sanitarie e scolastiche in Europa. Chi, invece, per lavoro si è trasferito in Europa (Belgio, Svizzera, Germania, Inghilterra) ha conservato un più solido legame con il paese d'origine, e lo coltiva.
Abitanti censiti

### Etnie e minoranze straniere
Al 31 dicembre 2007 a Castelnuovo di Conza risultano residenti 22 cittadini stranieri.

### Religione
La maggioranza della popolazione è di religione cristiana di rito cattolico; il comune appartiene alla forania di Colliano dell'arcidiocesi di Salerno-Campagna-Acerno, con una parrocchia: Santa Maria della Petrara.

## Cultura

### Istruzione
Oltre ad una Scuola dell'Infanzia, una Scuola Primaria e una Scuola Secondaria di Primo Grado, nel paese è attivo il centro Sociale "Mi interessa".

### Cucina
La culinaria è legata alla produzione agricola del territorio: dunque frumento, granturco, legumi, verdure coltivate e selvatiche (origano, funghi, che crescono abbondanti nei boschi della valle, tartufi, ecc.), uva, castagne, olio di oliva, bovini, ovini e suini. Sono tutte vivande della tradizione popolare, generalmente povere, ma ricche di sapore.
A Castelnuovo vi è una lunga tradizione di pasta fatta in casa, minestre e pizze rustiche. Piatti tipici sono i fusilli, i cavatielli, le matasse, i n'filiinfant’, e le lagane; le zuppe comprendono quelle di cicerchia (c’cerchia) e di fasul cotti nella pignata all'interno del camino, la m’nestra ‘mmar'tata preparata con verdura, cotechino e ossa di maiale essiccate, la pizza d’grandinj, i p’zziddh’ di farina di mais, con cicoli e uva secca, cotti sotto la cenere e le zeppole, a base di pastella e alici.
Tra le pietanze si ricordano il migliatiedd’, involtino di interiora di agnello e la sauzicch’ di polmone di maiale, magari serviti con peperoni sott'aceto ripieni con pane abbrustolito, noci, uva secca, alici e vino cotto o con patan' scazzat’, patate condite con olio, aglio, origano, e le pap’racciol’ secche. Caciocavallo, soppressate ed altri latticini e salumi mancano raramente sulla tavola apparecchiata per la festa.
I dolci, che si consumano soprattutto nel periodo natalizio comprendono il sang’d’puorc’, a base di sangue di maiale, riso, cannella, uva secca e cioccolato, li cauzungiedd’, a base di castagne, ceci, cannella, vino cotto e cioccolato.

## Geografia antropica
L'unico centro abitato del territorio comunale è Castelnuovo. Le località abitate al di fuori del centro sono: Cupone, Perillo, Petralonga, Piana Voglino, Quercia, Sant'Ilarione, Scorzo, Serrone.

## Economia

### Agricoltura
Secondo i dati del 6º Censimento generale dell’Agricoltura, al 24 ottobre 2010, la Superficie Agricola Totale (SAT) di Castelnuovo è pari a 971 ettari, mentre la Superficie Agricola Utilizzata (SAU) è di 752 ettari.
Delle 89 aziende agricole censite nel 2011, la quasi totalità opera prevalentemente su terreni di proprietà e solo in parte anche su terreni in affitto e/o in uso gratuito. 87 sono le aziende a conduzione diretta e due con salariati. Il 56% dei capoazienda è maschio, maturo o anziano e per l’11% detentore di un titolo di studio superiore (di scuola secondaria di secondo grado o di laurea).
I prati ed i pascoli permanenti interessano circa 1.300 ettari. I seminativi occupano 273 ettari, le coltivazioni legnose sono praticate su 50 ettari. All’interno dei seminativi prevalgono le colture foraggere (168 ettari), mentre frumento, mais, avena e orzo interessano 77 ettari. Ai legumi e alle colture ortive risultano destinati tre ettari, mentre 25 ettari sono investiti ad altre colture. Tra le coltivazioni legnose, spesso in coltura associata, con sistemazioni a terrazzamento, prevale l’olivo per la produzione di olio su 39 ettari, mentre vite e fruttiferi interessano complessivamente 11 ettari.
L'attività zootecnica riveste un ruolo importante nell'economia locale. A conferma di ciò, si ricorda che buona parte della SAU è destinata ai prati e ai pascoli e che una quota non indifferente dei seminativi è investita a foraggere; anche il bosco svolge un ruolo significativo nell'ambito dell'allevamento. Il patrimonio zootecnico è costituito da 315 capi bovini (prevalentemente di razza podolica), 56 bufalini, 106 tra ovini e caprini.
La ridotta ampiezza media delle aziende è determinata dalla preponderanza di piccole aziende famigliari (spesso frammentate in più appezzamenti), in genere condotte da coltivatori diretti di età più o meno avanzata, con basso livello di scolarizzazione, che producono per consumo proprio su terreni per lo più acclivi, in seccagno, senza o quasi impiego di mezzi tecnici, con commercializzazione delle eventuali eccedenze.
Il territorio del comune è ricco di noccioleti, castagneti, boschi cedui, cerreti e faggete d’alto fusto. Dell'intera superficie territoriale, 275 ettari sono di proprietà comunale. Di questi, 120 ettari circa sono coperti da soprassuoli boscati che occupano un'area ubicata a sud-ovest dell'abitato di Castelnuovo.

### Industria
L'industria si identifica per lo più con le attività di trasformazione legate alla sfera rurale: l'olio di oliva e i prodotti caseari che comprendono il caciocavallo di podolica, la ricotta, la scamorza, il burrino, la mozzarella di bufala. A Castelnuovo si sono sviluppate anche attività industriali non tradizionali, quali la produzione di energia eolica e di compost di qualità.
Gli oliveti del Comune rientrano nell’areale di produzione e di lavorazione dell’Olio extravergine d’oliva Colline Salernitane D.O.P. La presenza di note aromatiche fa prediligere l'uso di quest'olio su piatti di una certa consistenza, come minestre a base di legumi, pastasciutte e grigliate.
Il caciocavallo podolico, dalle eccellenti caratteristiche organolettiche che ne fanno un formaggio apprezzato e ricercato in Italia ed all’estero, dal 2018 si fregia anche del sigillo di garanzia “Vero-Filiera Sostenibile”.
Il parco eolico, che si trova nella zona di crinale Cresta della Cesina, è costituito da due insiemi diversi di aerogeneratori: cinque costruiti nel 2001 e tre nel 2003. Sono aerogeneratori tripala di potenza unitaria pari a 0,6 MW per un totale di 4,8 MW installati. L'energia elettrica prodotta è trasmessa alla rete principale dell'ENEL.
Esiste inoltre un complesso industriale di oltre 20.000 mq per la produzione di compost.

### Turismo
Tra i percorsi escursionistici merita attenzione il sentiero con segnavia 215 della Carta dei sentieri Monti Marzano Eremita in scala 1:25000: da Località Serroni a Piano Ortolano e ritorno ad anello a Castelnuovo (m 276 di dislivello).

## Infrastrutture e trasporti

### Strade
- Strada regionale 91 della Valle del Sele (dal km 71+620 al km 85+750);
- Strada provinciale 33 Laviano-Santomenna-Bivio San Felice.
- Strada provinciale 203 Innesto SP 33-Castelnuovo di Conza.

### Mobilità urbana
La mobilità è affidata, per quanto riguarda i trasporti extraurbani, alla società Sita Sud che collega il paese con Salerno e Pescopagano.

## Amministrazione

### Sindaci
| Periodo        | Periodo         | Primo cittadino       | Partito                            | Carica  | Note   |
| -------------- | --------------- | --------------------- | ---------------------------------- | ------- | ------ |
| 23 aprile 1995 | 13 giugno 1999  | Giuseppe Venutolo     | centro-sinistra                    | Sindaco |        |
| 13 giugno 1999 | 12 giugno 2004  | Carmine Terralavoro   | centro-sinistra                    | Sindaco |        |
| 13 giugno 2004 | 6 giugno 2009   | Carmine Terralavoro   | lista civica                       | Sindaco |        |
| 7 giugno 2009  | 26 maggio 2014  | Francesco Custode     | lista civica                       | Sindaco |        |
| 26 maggio 2014 | 27 maggio 2019  | Michele Iannuzzelli   | lista civica Paese mio             | Sindaco |        |
| 27 maggio 2019 | 30 gennaio 2025 | Francesco Di Geronimo | lista civica Uniti per Castelnuovo | Sindaco | [ 30 ] |

### Altre informazioni amministrative
Il comune fa parte della Comunità montana Tanagro - Alto e Medio Sele.
Le competenze in materia di difesa del suolo sono delegate dalla Campania all'Autorità di bacino interregionale del fiume Sele.
In materia di Mercato del lavoro, il comune ricade nel bacino territoriale del Centro per l'impiego di Oliveto Citra.

## Sport

### Impianti sportivi
- Centro sportivo La Rinascita.